# Robert Shwartzman
Robert Mikhailovich Shwartzman (ryska: Ро́берт Миха́йлович Шва́рцман, korrekt svensk transkribering är egentligen "Robert Michajlovitj Sjvartsman"), född 16 september 1999 i Israel, är en rysk-israelisk racerförare som 2020–2021 körde för Prema Powerteam i Formel 2. Shwartzman är förare i Ferrari Driver Academy. Han vann 2019 års säsong i FIA Formel 3. 2022 är han testförare för Ferrari i Formel 1.

## Karriär

### Karting
Shwartzman föddes i Israel 1999 men växte upp i Sankt Petersburg och började med karting redan 2004 som fem år gammal. Han deltog i flera tävlingar och vann titlar runt Europa, bland annat i Italien.

### Formel 4
År 2014 körde Shwartzman för Cram Motorsport där han deltog i sex lopp i det italienska Formel 4 mästerskapet där han slutade på en 16:e plats. Följande år körde han i samma mästerskap i teamet Mücke Motorsport där han vann två lopp och slutade på en tredje plats för säsongen. Han körde delvis i ADAC Formel 4 mästerskapet där han slutade på en fjärdeplats.

### Formel Renault
År 2016 flyttade Shwartzman till Formel Renault 2.0. Han vann två lopp i Northern European Cup och slutade på en sjätteplats. I Eurocup slutade han på en åttondeplats.
Följande år stannade Shwartzman kvar i Formel Renault 2.0 men bytte till R-ace GP där han vann sex lopp och slutade på en tredjeplats i mästerskapet. Shwartzman hamnade på pallplats vid alla lopp förutom Red Bull Ring och Circuit Paul Ricard.

### FIA Formula 3 European Championship
I september 2017 testkörde Shwartzman Prema Powerteams Formel 3 bil. Kort efter blev han även en av förarna i Ferrari Driver Academy. I december 2017 bekräftade Prema Powerteam att Shwartzman kom till att köra i deras team i 2018 års FIA Formula 3 European Championship. Shwartzman tog sin första vinst i det tredje Spielbergloppet.

### FIA Formula 2 Championship
Shwartzman gick med i Prema Racing i 2020 års säsong av FIA Formel 2 mästerskapet där han kör tillsammans med teamkamraten Mick Schumacher. Säsongen planerades att starta i mars 2020 men skjutas upp till juli på grund av Coronaviruspandemin 2019–2021. Den 18 april 2020 avled Shwartzmans far av Covid-19.
Shwartzman hamnade på podiet vid sin debut på Red Bull Ring där han slutade på en tredjeplats. I nästa rond vid samma bana tog han sin första vinst i Formel 2.

### Indianapolis 500
År 2025 tog Shwartzman som rookie överraskande pole position i den 109:e upplagan av Indianapolis 500 för Prema Racing.